# Himavat
Himavat (sànscrit : हिमवत्, lit. gelada) és la personificació de les muntanyes de l'Himàlaia en l'hinduisme. És la deïtat guardiana de l'Himàlaia, i és esmentat a la poesia èpica Mahabharata i altres escriptures hindús.

## Nomenclatura
Diverses escriptures hindús es refereixen a la personificació de l'Himàlaia amb diferents noms i, per tant , Himavat també s'anomena Himavant (sànscrit : हिमवन्त, lit. gelat), Himavān (sànscrit : हिमवा,नja िमवाहाहहह मराज, lit. rei de la neu), i Parvateshwara (sànscrit : पर्वतेश्वर, lit. déu de les muntanyes).

## Llegenda
Himavat va engendrar Ganga, la deessa del riu, així com Ragini, i Pàrvati, la segona consort de Xiva. La seva dona i reina consort és la deessa vèdica Mainavati, filla del Mont Meru, segons el Ramayana, o és filla de Svadhā i el seu marit Kavi, membre de la classe dels Pitṛs, segons algunes altres fonts com ara el Vixnu Purana.
El Xiva Purana descriu el casament entre Himavat i Menā.
El text sagrat de Devi Gita, que es troba als nou darrers capítols (31-40) del setè skandha de Devi-Bhagavata Purana, és un diàleg entre Pàrvati i el seu pare Himavat. Tracta de la forma universal de la Devi, meditacions sobre els principals textos d'Upanixads, ashtanga-ioga, iogues de jnana, karma i bhakti, ubicacions dels temples dedicats a la Devi i els rituals relacionats amb el seu culte.
La seva història també s'esmenta a Brahmanda Purana i Kena Upanishad.
Krixna una vegada va fer una tapasya als cims de l'Himàlaia per apaivagar Himavat, cosa que va fer que el seu fill gran, Pradyumna, nasqués de la seva dona preferida, Rukmini.